# Auguste Adib Pacha
Auguste Adib Pacha (1860 – 9 tháng 7 năm 1936) (tiếng Ả Rập: أوغست أديب باشا) là thủ tướng đầu tiên của Đại Liban, lãnh thổ ủy trị của Pháp. Ông được bổ nhiệm vào chức vụ này hai lần vào năm 1926 và 1932.

## Tiểu sử
Auguste Adib sinh ra trong gia đình theo đạo Công giáo Maronite ở vùng núi Liban. Ban đầu, ông học tại ngôi trường dòng Tên Deir Maroun ở Ghazir, sau khi tốt nghiệp, ông đến học tại đại học Saint Joseph (Université Saint-Joseph). Năm 1885, ông chuyển tới Ai Cập, nơi ông làm việc trong chính quyền địa phương. 

## Sự nghiệp chính trị
Ông là một trong những người sáng lập Liên minh Liban, được thành lập tại Cairo năm 1908. Nó giống như các nhóm khác của những nước Ả Rập bị Đế quốc Ottoman cai trị với mục tiêu giành lại độc lập cho các nước này. Cùng lúc đó, liên minh Liban mong muốn tạo ra một quốc gia Kitô giáo, gọi là "Đại Liban" (tiếng Pháp: Grand Liban; tiếng Anh: Greater Lebanon), được quản lý bởi những người theo đạo Kitô Liban, những người thực sự là hậu duệ của người Phoenicia. Mong muốn của họ đưa Adib và đồng hương đi theo chủ nghĩa pan-Arabism của những người kêu gọi độc lập khác ở Trung Đông.
Ông trở lại Liban năm 1920 sau chiến tranh thế giới thứ nhất, sau 20 năm sống ở Ai Cập. Sự sụp đổ của Đế quốc Ottoman là lý do để ông trở lại Liban. Năm 1926, thực dân Pháp chia vùng lãnh thổ cũ của Syria và thành lập nhà nước Liban. Charles Debbas trở thành tổng thống đầu tiên, còn ông, Auguste Adib, trở thành thủ tướng đầu tiên. Vào tháng 9 năm 1926, ông đến Paris để dự một hội nghị về vấn đề giải quyết các khoản nợ của Đế quốc Ottoman để lại cho các nước mà Ottoman từng cai trị trước đây. Trong khi đó, khi ông trở lại Liban sau hội nghị này, đã xảy ra vụ tranh chấp quyền lực giữa Émile Eddé và Bechara El Khoury và cả hai đều muốn thành công. Adib đã không thể xử lý áp lực này và từ chức ngày 5 tháng 5 năm 1927. Một vài năm sau, ông được bổ nhiệm làm thủ tướng lần hai vào ngày 25 tháng 3 năm 1930. Ông kết thúc nhiệm kỳ ngày 9 tháng 3 năm 1932. Ông có một số người thân khá nổi bật, như cháu trai Camille Chamoun của ông sau này đã trở thành tổng thống Liban.

## Mất
Ông mất ngày 9 tháng 7 năm 1936 ở Paris, Pháp.